# Юнгіт
Юнгіт (рос. юнгит; англ. youngite; нім. Yungit m) — мінерал, суміш свинцево-цинкових фосфатів. 

## Етимологія та історія
Названий на честь дослідника Дж. Янга (J.Young), J.B.Hannay, 1887.

## Опис
Хімічна формула: Ca2(H2O)6[Zn4Fe83+|(OH)9](PO4)9•10H2O. Сингонія ромбічна. Форми виділення: лусочки, розетки лусочок, тонкі таблитчасті кристали, кущоподібні виділення. Спайність по (010) досконала. Густина 2,84. Твердість 1. Колір жовтий. Блиск шовковистий. Легко розчиняється в холодній воді. Супутні мінерали: мітридатит, оксиди манґану. Знахідки: Гагендорф, Баварія (ФРН).